# François Caujan
François Marie Caujan né à Landerneau le 22 juin 1902 où il est mort le 22 février 1945 est un sculpteur et céramiste français.

## Biographie
Né d'un père ébéniste, François Caujan suit les cours de dessin de Paul Léonard à Brest. Il intègre l'École des beaux-arts de Nantes où il fréquente les ateliers d'Emmanuel Fougerat (1869-1958), d'Émile Simon (1890-1976) et de Joseph Stany Gauthier (1883-1969), puis réussi le concours d'entrée à l'École des beaux-arts de Paris où il devient élève de Jean Boucher jusqu'en 1924. De retour la même année chez lui, il se lie d'amitié avec Saint-Pol-Roux.
Il fait partie des artistes créateurs du groupe d'artistes de la phalange bretonne avec Jim Sévellec. Pensionnaire de la villa Abd-el-Tif à Alger, il se liera d'amitié avec Albert Camus.
Vers les années 1927, il collabore à la Manufacture HB-La Grande Maison de Quimper avec René Quillivic et Louis Garin. De cette période datent sa série des Marins, dont celui de Six marins en bordée réalisée en deux versions l'une avec des bachis blancs, l'autre avec des bachis bleus[réf. nécessaire].
Une rue de Landerneau porte son nom.

## Œuvres dans les collections publiques
Algérie
- Musée national des Beaux-Arts d'Alger[2].

France
- Musée de la Faïence de Quimper.

## Expositions
- 1925 : Paris, Exposition internationale des Arts décoratifs et industriels modernes.
- 1926-1927 : Paris, Salon des indépendants, Salon d'automne, Salon des Tuileries, Salon de la Société nationale des beaux-arts.
- 1928 : Salon d'automne, Buste d'homme[3].
- 1934 : exposition à Alger.
- 1935 : Union artistique de Quimper.
- 1937 : Paris, Exposition universelle de 1937[4], pavillon du Cinéma.
- 1939 : Paris, Petit Palais.
- 1939 : Exposition universelle de New York.
- 2020 : Rennes, galerie du Cloître, du 1er au 16 novembre 2020.